# Famille d'Armand de Châteauvieux
Pour les articles homonymes, voir Armand.
La famille d'Armand de Châteauvieux, anciennement Armand, est une famille subsistante de la noblesse française, d'extraction, originaire du Dauphiné, maintenue noble en 1721 et 1739.

## Histoire
Il existait plusieurs familles d'Armand en Dauphiné au XVe siècle. Certains auteurs les font descendre d'une même souche, originaire de Theus,. 
Gustave Chaix d'Est-Ange fait remonter la filiation de la famille d'Armand de Châteauvieux au XVIe siècle. Il écrit que cette famille a eu deux branches. La branche aînée a eu deux rameaux : le rameau aîné a dérogé à la noblesse et le rameau cadet a été maintenu noble en 1739. La branche cadette a été maintenu noble en 1721 sur preuves de 1582.
La famille d'Armand remonte par filiation à noble Arnulphe Armand, demeurant au diocèse de Gap, mort en 1525. Claude Armand (1542-1602) est seigneur de Châteauvieux, près de Tallard,.
Ce fief est acquis à la suite du mariage de Daniel Armand, seigneur de Saléon, bailli de robe courte en l'armée de Savoie (fils de Claude d'Armand, procureur au bailliage de Gap, et de Marie de Bus), avec Françoise Olphi dit Galhard, dame de Châteauvieux en 1596,,,. 
Les Armand embrassèrent la religion réformée au XVIe siècle.  Ils ont essaimé en Provence, en Bourgogne et à La Réunion.

## Personnalités
- Joseph Antoine Sosthènes d'Armand de Chateauvieux (1804-1885), ingénieur spécialisé dans l'industrie sucrière, maire de Saint-Leu, conseiller général de La Réunion
- Marie-Thérèse de Chateauvieux (1915-2017),  maire de Saint-Leu (1965-1983), conseillère générale de La Réunion.
- Jacques de Chateauvieux (1951), homme d'affaires.

## Armes
| Image | Armoiries |
| ----- | --- |
|       | Armes: De gueules à la fasce échiquetée d'argent et de sable de trois traits, accompagnée en chef d'un croissant d'or et en pointe d'un bœuf passant de même., - Devise : Armandus legis amandus (« Armand est amant de la loi ») - Nota : La ville de Saléon, fief des d'Armand, porte les mêmes armes légèrement brisées. |

## Titres
- Seigneurs de Châteauvieux, Montmorin, Corréard, Lus, Saléon, Valgaudemar, Aubessagne[14].

Au XVIIIe siècle, Pierre d'Armand se fait appeler Marquis de Châteauvieux, et son fils, Pierre II, comte de Châteauvieux.

## Alliances
Les principales alliances de la famille de Châteauvieux sont :
- En Dauphiné : du Tanc, d'Agoult, de Rémusat, du Puy-Montbrun, de Reynard d'Avançon, d'Arthaud de Montauban, Olphi dit Galhard, de La Tour du Pin, de Bernard, de Poligny, de Grégoire, de Taxis.
- Autres : de Cacqueray-Valménier, Russell de Bedford, du Hamel de Fougeroux, d'Andigné, de Villeneuve-Esclapon, David de Beauregard, Le Cour Grandmaison, Fayard.